# Karim Kerkar
Karim Kerkar, né le 3 janvier 1977 à Givors, est un ancien footballeur international algérien,  Il est le frère aîné du milieu de terrain Salim Kerkar.
Il compte 7 sélections en équipe nationale entre 1998 et 2004.

## Biographie

### En club
Karim Kerkar évolue en France, en Angleterre, au Qatar, en Écosse, et enfin aux Émirats arabes unis.
Il dispute notamment 21 matchs en Ligue 1 française, marquant un but, et 86 matchs en Ligue 2 française, inscrivant 6 buts. Le 21 janvier 1998, il inscrit avec le FC Gueugnon un doublé contre le club de Lille.
Il joue également six matchs en Ligue des champions d'Asie.
Il termine sa carrière au sein de Ajman Club au décembre 2013.

### En équipe nationale
Karim Kerkar reçoit quatre sélections en équipe d'Algérie entre 1998 et 2004, sans inscrire de but.

## Palmarès
- Vainqueur de la Coupe des Émirats arabes unis en 2010 avec l'Emirates Club
- Vainqueur de la Supercoupe des Émirats arabes unis en 2010 avec l'Emirates Club